# Constantin Hogea
Constantin Hogea (n. 6 septembrie 1957, Cerna) este un politician român, primar al municipiului Tulcea din România între 2004 - 2020.

## Biografie
Constantin Hogea s-a născut la data de 6 septembrie 1957 în localitatea Cerna, județul Tulcea. A absolvit cursurile Institutului  Agronomic Timișoara – Facultatea de Agricultură în 1982. A dobândit titlul de Doctor în Agronomie în anul 1997, acordat de Universitatea de Științe Agronomice și Medicină Veterinară - București.